# Marie Sebag

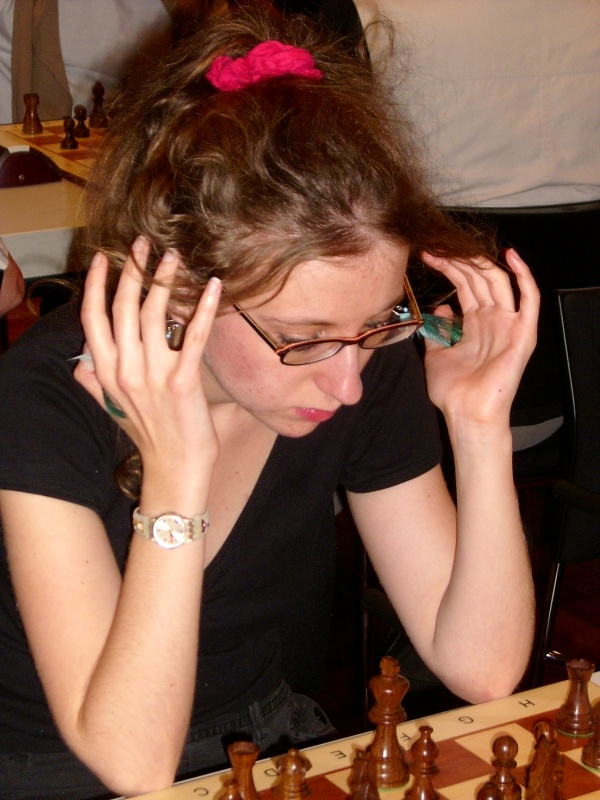
Marie Sebag

Marie Sebag (Parijs, 15 oktober 1986) is een Franse schaakster, die in 2000 en 2002 het Franse nationale kampioenschap voor vrouwen won.
In 1998 won Sebag het Europese jeugdschaakkampioenschap in de categorie meisjes tot 12 jaar, hetgeen ze herhaalde in 1999 (meisjes tot 13 jaar) en in 2002 (meisjes tot 16 jaar). Ze maakte deel uit van het Franse team dat in 2001 in León het Europees schaakkampioenschap voor landenteams won, met Maria Leconte en Roza Lallemand. In 2004 nam ze met het Franse vrouwenteam deel aan de 36e Schaakolympiade in Calvià; het team behaalde de vijfde plaats. In 2004 werd ze gedeeld eerste op het wereldjeugdschaakkampioenschap in de categorie meisjes tot 18 jaar, samen met Jolanta Zawadzka, door wie ze werd verslagen in de tie-break.
In 2006 bereikte ze de kwartfinales van het wereldkampioenschap bij de vrouwen, waarin ze verloor van Svetlana Matvejeva.
Sebag was reeds Internationaal Meester (IM) en een vrouwelijke schaakgrootmeester (WGM) toen ze haar tweede algemene grootmeesternorm (GM) behaalde op het Hogeschool Zeeland Schaaktoernooi in Vlissingen in augustus 2007, waar ze een partij won tegen voormalig FIDE wereldkampioen Rustam Kasimdzjanov.
Bij het Europese toernooi voor verenigingsteams, de European Club Cup, in 2007 in Kemer, speelde ze aan bord 1 voor de Luikse schaakvereniging.
Door in mei 2008 een derde grootmeesternorm te behalen bij het Europees kampioenschap schaken (in Plovdiv) werd Sebag grootmeester (GM).
In 2012 eindigde ze als vijfde op het Europees kampioenschap schaken voor vrouwen.